# إيغور كت
إيغور كت (بالروسية: Кот, Игорь Александрович)‏ هو لاعب كرة قدم روسي في مركز حراسة المرمى، ولد في 3 يونيو 1980 في كراسنودار في روسيا. لعب مع أرسنال تولا وأورال يكاترينبورغ ونادي أورينبورغ ونادي كوبان كراسنودار.

## وصلات خارجية
- إيغور كت على موقع قاعدة بيانات كرة القدم.إي يو (الإنجليزية)
- إيغور كت على موقع Soccerway.com (الإنجليزية)